# Otrange
Vous pouvez aider à l'améliorer ou bien discuter des problèmes sur sa page de discussion.
- Certaines informations devraient être mieux reliées aux sources mentionnées dans la bibliographie ou les liens externes. Améliorez sa vérifiabilité en les associant par des références. (Marqué depuis mars 2023)
- Il doit être recyclé. La réorganisation et la clarification du contenu sont nécessaires. (Marqué depuis mars 2023)

Ne doit pas être confondu avec Oetrange ou Œutrange.
Otrange (en néerlandais Wouteringen, en wallon Ôtrindje) est une section de la commune belge d'Oreye située en Wallonie dans la province de Liège.
C'était une commune à part entière avant la fusion des communes du 2 juillet 1964. Ce village se trouve sur le Geer, un affluent de la Meuse, à deux kilomètres au nord-est d’Oreye.

## Toponymie
Les noms de personnes ont mis du temps à trouver leur forme actuelle. Faute de document écrit (carte d'identité par exemple), leur graphie varie selon la prononciation et l'accent du porteur, d'après l'acuité auditive et le niveau d'orthographe du préposé aux écritures.
Au XIIIe siècle : Watrengen 1223, Wotrenges en 1250, Wotherînges en 1261 et Wantinges en 1272, Woutrenges, Wontrenges, Wotrenge en 1280.
Au XIVe siècle : Wotrenge en 1309, et Woutreinges en 1345, Woutregnez en 1367 et Woytrenge en 1391, Wotrenges sor Geire, Woutenerges en 1363.
Au XVe siècle : Wolteringes en 1401, Woutrenges en 1414, Wotringes en 1422, mais Wottrenge en 1493.
Au XVIe siècle : Wotrenge sur Gere et Wotrengne en 1540 et Otterengne en 1553.
Au XVIIe siècle : Wotrenge sur Geer 1694, Otrenge après 1666.
Au XVIIIe siècle : Outrange en 1727, Otrenge sur Geer en 1738.
Ce n'est qu'au XIXe siècle que va commencer à se généraliser la graphie « Otrange », sans le W et avec An. 
Mais les avatars du nom n'en restent pas là ; ils seront dus aux événements géographiques et politiques. Pour la seule année 1917, et à quelques semaines d'intervalle, du 19 août au 12 octobre, on relève dans le registre du conseil communal quatre orthographes différentes : Otrangen, Wauteringen, Otringen et Otrange. Il faudra attendre la fin de la Première Guerre mondiale pour que triomphe et subsiste la graphie moderne et officiellement admise aujourd'hui : Otrange.
Ces variations sont liées à sa situation voisine de la frontière linguistique, le village a toujours eu son appellation en flamand : un nom qui a subi moins de variations dans cette langue et trouva plus tôt sa forme définitive. On relève : Woutelingen en 1262, Wantringen en 1272, Woutelingen en 1290, Wotelinghe en 1313, Wotringhen en 1317, mais déjà on avait dit et écrit « Wouteringen » dès 1382.
Bien après cette date, on trouvera encore souvent : Wouteringen op den Jeker en 1455, Woudrichem en 1424 et Woutering vers 1664.
Aujourd'hui, la Flandre est d'accord et unanime pour écrire « Wouteringen », un nom qui serait la forme adjective de Wouter, ancienne appellation d'un certain WALTER.[réf. nécessaire]

### Étymologie

#### Formation
Émile de Marneffe, ancien conservateur aux Archives du Royaume à Bruxelles, a consacré une étude sur la formation et la signification des noms de certaines localités du pays. Voici un extrait de ce travail intéressant pour les Otrangeois : "...Sigmaringen, par exemple, signifie, au sens le plus large: "Sigmar et ses gens". Les dérivés en -ING se forment du reste aussi sur les noms de pays, de rivières, etc."
On admet aujourd'hui que ces noms désignent l'ensemble des gens dépendant, à un titre quelconque, de l'homme représenté par le radical, et qu'ils leur ont été donnés assez peu de temps avant d'être appliqués à l'endroit habité par eux.
La question de ce suffixe présente encore beaucoup d'obscurités.
Ce fait a amené certains auteurs à croire à l'existence de formes primitives en -INGA, génitif pluriel, analogues en somme aux noms de lieux formés d'un nom d'homme au génitif singulier et qui devrait donc se traduire par "le lieu de ceux de...".

#### Signification
Dans les noms où -ING est suivi d'un substantif, -INGA est le génitif pluriel. BER-INGA-HEM pourrait signifier ici: "l'habitation de ceux de Bero".(cfr. M.Vincent).
L'auteur cite comme exemples pour la seule Belgique : Bassenge (= de Basso), Beringen (= de Bero), Bevingen (= de Bavo), Budinghen (= de Bodo), Bullange (Bob), Buvingen (Bovo), Gobertange (Gobert), Hoepertingen (Hubert), Lantremange (Landramus), Libertange (Libert), Martelange (Martilius, nom romain), Mopertingen (Maubert), Oetinghen (Otto), On (=de Wado), Otrange (Walter), Romeldange (Rumold).
Ainsi donc Otrange, dont la forme Wotheringes date de 1261, signifierait : le lieu où habitent les gens qui dépendent d'un certain Walter". L'histoire n'a pas retenu de quel Walter il s'agit ; mais peu importe, chef ou seigneur, son nom a traversé les siècles.

## Géographie

### Topographie

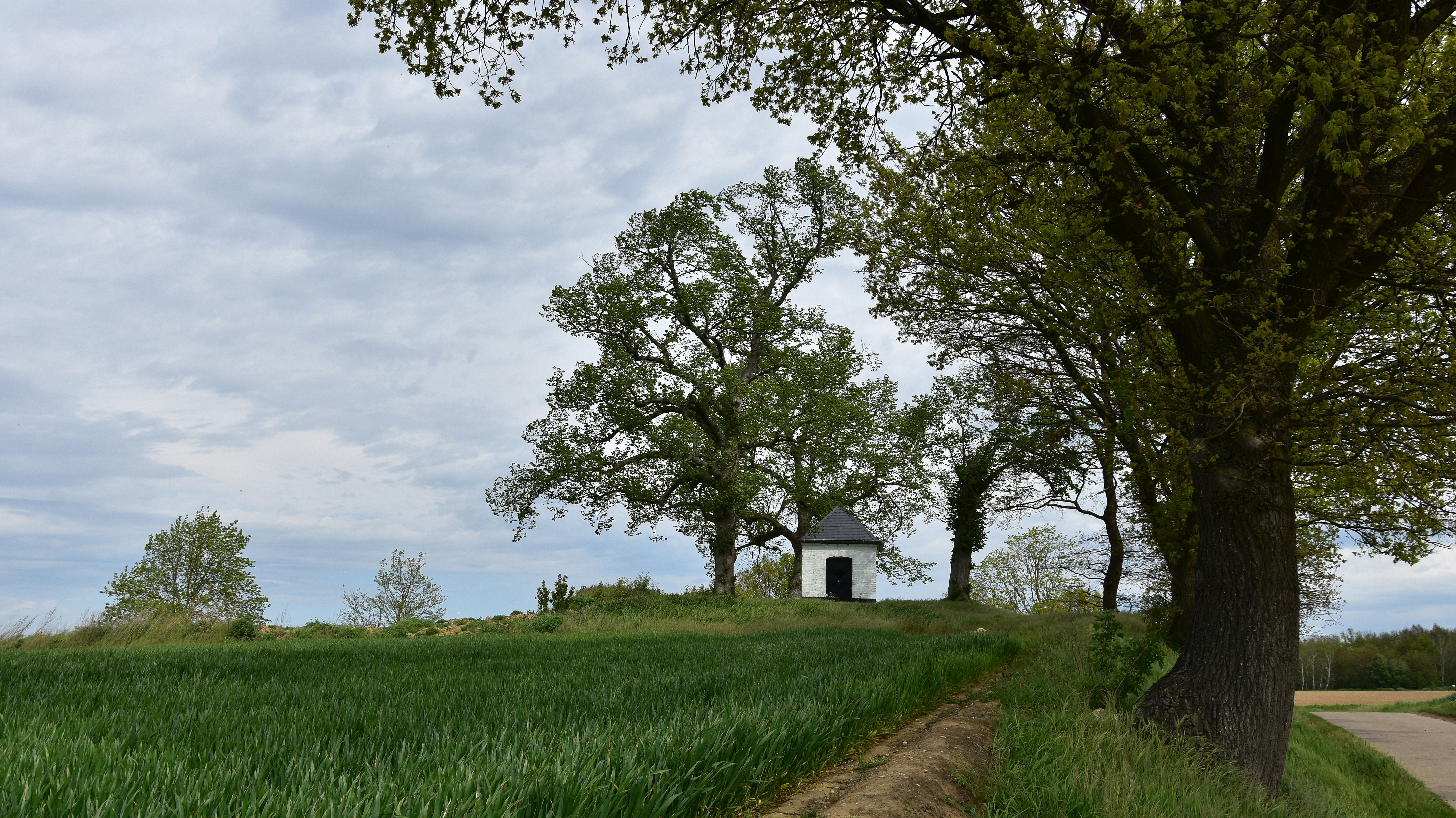
Tumulus d'Otrange avec chapelle Saint-Éloi

Otrange est situé à 19,5 km de Liège et à 8,5 km de Tongres par la chaussée et d'autant, exactement, par les villages de Lowaige (Lauw) et Koninksem, (Conisêye). Via Oreye, la ville de Waremme est distante de 12 km, tandis que l'accès à l'autoroute Liège-Bruxelles E40, sur le territoire de Lantremange, se trouve à 9 km de l'église.
Le territoire d'Otrange d'une superficie de 193 hectares, plus quelques autres depuis la fusion des communes et l'annexion du Brouck de Thys, confine aux villages d'Oreye et de Thys pour la région francophone, et aux communes limbourgeoises flamandes de Lowaige et Vechmael (en wallon: L'wèdje et Fîmâle).
La carte d'Otrange présente l'aspect d'un trapèze irrégulier dont le côté nord-ouest est formé par la ligne droite de la route nationale no 40 Tongres-Waremme, la chaussée, un tronçon de l'ancienne chaussée romaine Bavai-Cologne. Du côté d'Oreye, le tumulus de la chapelle St-Eloi, en bordure de la chaussée, est aux confins des deux villages avec la rue des Deux-arbres qui en descend et fait frontière. La limite sud, formée avant 1965 par le Geer, englobe aujourd'hui le quartier du Brouck, ancienne dépendance de Thys. À l'est, sa limite est déterminée par la "voie qui tent de Spinette à Nomerenge", qui descend de la chaussée jusqu'aux prairies communales.
Parallèlement au Geer court la route d'Oreye à Lowaige, la rue des Combattants, qui s'allonge à travers tout le village. À hauteur du Pont, elle est coupée par la route venant de Thys par le Brouck - ancien chemin royal - qui remonte par levée du Pont vers Vechmael en passant par la chapelle de Lourdes où s'en détache à droite la Brise voie. Après le moulin Renson, la rue du village est doublée au sud par la rue des Prés. Il s'en détache vers le nord quatre chemins qui mènent à la chaussée: la ruelle Falèze, la rue de la forge, la levée Côk et tout au bout la Spinette.
Le territoire d'Otrange appartenant par le versant nord du Geer au bassin hydrographique de la Meuse présente une déclivité assez régulière du nord vers le sud. Le point culminant (132 m d'altitude) est au nord-ouest, sur la chaussée romaine, près de la chapelle St-Eloi, du côté du lieu-dit Palimont. Le point le plus bas est au sud-est, sur le Geer, près de Nomerenge (95 m). C'est au nord-est, al Spinette, que le terrain est le plus plat ; ce plateau atteint la cote 124, le point culminant de ce côté, près de la chaussée romaine.
Le Geer est bordé de prairies humides plantées de peupliers et ses rives présentent un aspect pittoresque. Le site du château d'Otrange, en amont, et le vallon vers Nomerenge, en aval, sont des oasis imprévues entre la sécheresse monotone des plaines hesbignonnes. Plusieurs sources d'eau très froides jaillissent à côté du Geer, l'une au moulin, les autres dans la rue des Prés. Au-dessus des prairies qui bordent le Geer et les rues parallèles, le sol se relève mollement et le tuffeau affleure en maints endroits ; c'est dans cette zone intermédiaire que s'est constituée l'agglomération d'Otrange.

### Hydrographie

#### Le Geer
Le Geer sort de terre dans les bosquets de Lens-Saint-Servais à l'altitude de 138 m. Lui qui était, paraît-il, jadis, (il y a 7-8 millions d'années) un fleuve côtier, se contente de n'être aujourd'hui qu'une simple, mais fière, rivière hesbignonne.
Bien des agglomérations se sont campées sur ses rives tout au long des quelque cinquante kilomètres de son cours. Outre son village natal avec un château-ferme, il arrose Geer, les broucks de Ligney et Darion, Hollogne s/Geer, évidemment, Grand-Axhe et Petit-Axhe, Longchamps, puis la ville de Waremme. Après, c'est Oleye, Lantremange, Bergilers, Grandville, Lens/Geer, Oreye, Otrange et Thys. Pénétrant en terre limbourgeoise, il s'en va par Lauw, Koninkshem, Tongeren, Nerem, Mal et Sluizen. Et ensuite il rentre en Wallonie pour six villages : Glons, Boirs, Roclenge, Bassenge, Wonck et Eben-Emael, à l'altitude de 85 m. Le Jeker retrouve la Flandre à Kanne, mais passant (en siphon) sous le canal Albert, il entre en Hollande à Nedercanne ; après quoi, c'est Maastricht et son confluent avec la Meuse, à l'altitude de 80 m.
Pour en savoir plus long sur le Geer et ses affluents, ses fermes et ses châteaux, ses prés et ses broucks, ses moulins et sucreries, ses champs et ses bois, ses étangs et toute sa vallée, on lira avec plaisir et profit : "Le Geer, rivière hesbignonne", de François Mahiels. Cet auteur cite une bibliographie très abondante sur le sujet. Au fil des années le Geer s'est appelé : Jacara (805), Gerbac (927), Jairam (1105), Jaira ou Jerra (1140), Gere (1300), Jerre (1583), Geer (1694), Jaar (1847)… En wallon, il se nomme "li Djèr" et les Flamands ne le connaissent que comme "Jeker" (voir le panneau fixé au pont de Nomerange).

## Démographie
- Sources:INS, Rem:1831 jusqu'en 1970=recensements, 1976= nombre d'habitants au 31 décembre

## Histoire
Eugène Dethier recèle une mine précieuse de renseignements au village et aux coutumes de ses habitants de l'époque romaine jusqu'à ce jour.

### Seigneuries et seigneurs
Au Moyen Âge, Otrange faisait partie du pays de Liège, dans le comté de Looz. La seigneurie était un fief du comté de Looz qui était relevé à la Salle de Curange; elle devait fournir des hommes de corvée au comte dans son château de Curange. Le sort de la seigneurie fut, à deux reprises, lié à celui de la seigneurie de Thys.

#### De 1309 à 1325: famille de Wotrenge
Le premier seigneur connu est Robert d'Otrange, dit Brunekin, chevalier, qui était du lignage de Haneffe et dont il portait les armes "d'or à fleurs de lis de gueules". Il avait épousé la fille aînée de Godfroid de Blanmont, gendre de Guillaume de Montferrand, seigneur d'Oreye, le vieux. Il fut tué par ceux de Waroux et ce meurtre réconcilia les sires de Haneffe et Seraing avec ceux d'Awans. La demeure du seigneur Robert était à l'emplacement actuel du château.

#### De 1325 à 1421: famille de Thys
Catherine d'Otrange, veuve d'Eustache du château de Hamal, qui épousa Rigaud de Thys (mort en 1349, inhumé à Thys) et lui apporta sans doute la seigneurie d'Otrange, paraît avoir été la sœur ou la fille de Brunekin. Le donjon aurait le plus souvent été occupé par des censiers.
Leur fils Louis de Thys, écuyer, seigneur de Thys et d'Otrange en 1343, fit relief des seigneuries en 1364. Il avait épousé Jutte de Rommershoven. Il mourut le 21 janvier 1365. Inhumé à Thys, sa dalle funéraire est scellée dans le mur de la nef droite de l'église. Leur fils Robert, dit Brunekin, fit relief des deux seigneuries le 10 mars 1365 par succession de son père. Le 21 novembre 1382, Jutte de Thys, sa mère, relève son usufruit. Il mourut sans postérité en 1403.
Son frère Rigaud (ou Richard) de Thys, fait relief de la seigneurie d'Otrange, sauf l'usufruit de Jutte le 3 août 1403.

#### De 1421 à 1439: famille delle Motte de Horpmael
La fille de Rigaud, Jutte de Thys, dame d'Otrange, apporte la seigneurie à son premier mari, Gilbert delle Motte, de Horpmael. Ils en font relief à la Salle de Curange. À la mort de Gilbert, le fief est relevé le 25 novembre 1422 par son frère, Tilman le Maire, au nom des enfants mineurs Rigauld et Isabelle.
Jutte de Thys épousa en secondes noces Herman de Hennisdale qui habita à Otrange. Il est cité comme seigneur en 1439. Il testa le 10 avril 1454 et mourut sans hoirs le 28 juin 1454. À la mort de Jutte de Thys, le fief est relevé le 7 décembre 1455 par Guillaume de Hemricourt de Laminne, comme tuteur de Jutte et Elisabeth, enfants de Richard d'Orange qui est le même que Rigaud delle Motte.
Le 19 février 1457, Guillaume de Tourinne, comme mari et tuteur de Jutte, fille de feu Richard d'Otrange, relève la seigneurie. Il est cité comme seigneur en 1459. Le registre paroissial no 2, fol.174 (1725) mentionne : "Anniversaire de dam. Marie Juet, espeuse de Wylem de Torins".

#### De 1460 à 1484: famille van Sprolant
Le 19 décembre 1460, Robert II van Sprolant, écuyer, seigneur de Sassenbrouck, comme mari et tuteur d'Elisabeth, fille de feu Richard d'Otrange, fait relief. À la mort de Robert II en 1484, les trois enfants qui l'eut de son premier mariage avec Élisabeth de Gutschoven dite de Fologne, à savoir Jean II van Sprolant de Sassenbrouck, Robert et Élisabeth, ne bénéficient pas de la seigneurie d'Otrange vu qu'elle est en pleine possession de la seconde épouse de sieur Robert, Élisabeth d'Otrange (voir Bulletin Archéologique Liégeois, p. 72, Tome IX, 1868).

#### De 1511 à 1514: famille de Hemricourt
Élisabeth contracta un second mariage avec Henri d'Elsbrouck. Avec celui-ci, elle relève la seigneurie le 27 novembre 1485. En 1511, Henri d'Elsbrouck, au nom de sa femme, cède ses droits à Jean Jacob de Fexhe. Mais, cet échevin de Liège ne garda pas longtemps la seigneurie. Le 13 novembre 1514, il en reporte la juridiction au profit de Richard de Hemricourt, le jeune, lequel mourut le 21 octobre 1529 et fut inhumé à Hemricourt.
En 1530, la veuve de Richard, Marie de Bierset, prend comme mambour son fils, Jean de Hemricourt, lui donne la seigneurie d'Otrange, mais s'en réserve les revenus. Jean de Hemricourt qui avait épousé Marguerite de Stapelle hérite d'Otrange en 1538 et meurt en 1563.
Marguerite prend comme mambour son fils Richard de Hemricourt qui relève la seigneurie en 1567. Écuyer et capitaine au service du Prince-Évêque G. de Groesbeek, il avait épousé Anne de Hodeige en 1569.

#### De 1572 à 1595: famille de Hennisdale
En 1572, Richard de Henricourt de Laminne reporte la seigneurie au profit de Denis de Hennisdale, écuyer, voué de Gossoncourt, époux en secondes noces d'Anne de Hulsberg, dite Schaloen, qui devint veuve en 1577.

#### De 1595 à 1689: famille de Tollet
Leur fille, Sophie de Hennisdale, fait relief, en 1581, par son oncle et mambour, Jean de Scallioen. Elle épouse Thierry Wechter, châtelain du palais épiscopal de Liège, qui prend possession de la seigneurie d'Otrange. Veuve en 1594, elle épouse Bernard de Tollet, dit du Vert-Bois (bourgmestre de Liège entre 1598 et 1602) et lui survécut.
En 1617, Jean Jacques de Tollet fait relief. Il épouse Anne de Male. En 1646, ils procèdent à des aménagements du château. En 1660, Nicolas Bernard de Tollet, leur fils, fait relief du tiers de la seigneurie. Il épouse Jeanne Catherine Jacobi. En 1676 et 1689, Maximilien-Henri de Tollet est cité comme seigneur d'Otrange.

#### De 1689 à 1748: famille de Wanzoulle
Otrange fut vendu à la fin du XVIIe siècle à Jean-Mathias, baron de Wanzoulle, seigneur d'Agimont, échevin de Liège, qui avait épousé Marguerite de Fléron. Il mourut le 26 août 1684. Jean-Denis, fils de Jean-Mathias de Wanzoulle, baptisé le 9 octobre 1645, fut capitaine au service de l'Empire, succéda à son père comme seigneur d'Otrange.
Guillaume-Philippe, autre fils de Jean-Mathias, épouse Marie Catherine-Constance, baronne de Haxhe. Ce seigneur a fait restaurer le château de 1705 à 1711. Leur fils Berthold de Wanzoulle, abbé d'Amay, grand-prévôt de Saint-Lambert, cède en 1710 les seigneuries d'Otrange et Thys à son frère Lambert. Le sort des deux seigneuries resta commun jusqu'à la fin de l'ancien régime.
Lambert de Wanzoulle, seigneur de Thys et Otrange est capitaine de Dragons, guerroie en Hongrie, meurt au combat au siège de Belgrade en 1717. Sa veuve Joséphine de Warnant cède Otrange et Thys à ses beaux-frères Jean-Mathias et Berthold. Le chanoine Berthold de Wanzoulle, grand-prévôt de la cathédrale St-Lambert, devient seigneur de Thys et Otrange. Il meurt en 1748 après avoir cédé les deux seigneuries à Ferdinand-Conrard de Haxhe de Hamal.

#### De 1748 à 1755 famille de Haxhe de Hamal
Ferdinand-Conrard, baron de Haxhe et Hamal, chanoine tréfoncier de la cathédrale, fait relief en 1748. Il conclut une transaction avec le chevalier Gérard-Edmond de Libert de Flémalle qui fait relief le 2 décembre 1755, comme tuteur de son fils, Berthold. 

#### De 1755 à la Révolution: famille de Libert de Flémalle
Gérard-Edmond lègue à son fils Berthold les possessions tranquilles et paisibles des biens. Berthold-Louis de Libert, qui était le filleul et l'héritier de Berthold de Wanzoulle, après difficultés et transactions avec son père, devint, en 1767, seigneur de Thys, Otrange et Beaufraipont. Il épousa Marie-Catherine Rutten, fille de Gérard-Edmond, fermier à Otrange. Ils eurent au moins 8 enfants. Charles-Louis, leur benjamin, par succession de son père, devint le dernier seigneur d'Otrange. Sa femme s'appelait Lambertine-Laurence-Hansen.

### Depuis l'indépendance

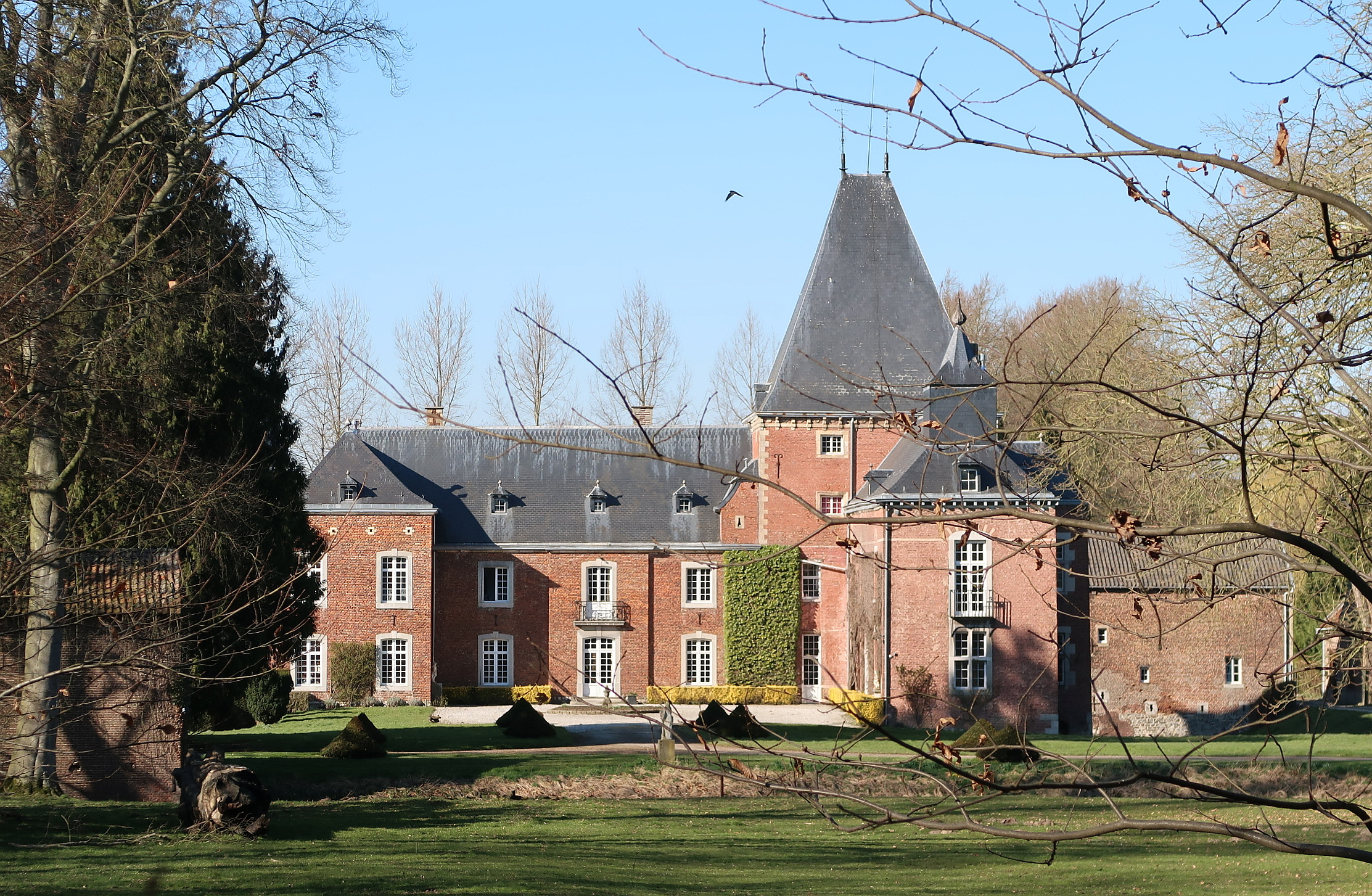
Château d'Otrange.

Le château d'Otrange qui, à la fin de l'ancien régime, appartenait aux de Libert, seigneurs d'Otrange, eut à souffrir des troupes républicaines qui y séjournèrent à diverses reprises et, en 1794, y établirent un hôpital. Le château resta ensuite inhabité de 1792 à 1835, au plus tôt.
Les descendants de Berthold-Louis de Libert vendirent le domaine au début du XIXe siècle, à la famille Grisard, industriels liégeois dans le commerce du fer et la fabrication de canons. Il passa à la veuve de Servais Grisard, née Jeanne-Hélène-Victoire Grisar, qui le légua à son neveu Pierre Alexandre de Blochouse (1773-1849) lequel fut bourgmestre d'Otrange. Il avait épousé Marie-Josèphe Magnée de Hornes (de Bommershov). Vint ensuite son fils Marcel Alexandre (Liège 1797 - Grammont 1853) qui avait épousé Adélaide du Bois, de Basècles, décédée à Ixelles en 1880, mais inhumée à Otrange.
Le 20 juillet 1874, la douairière Marcel-Alexandre de Blochouse et ses enfants cédèrent le domaine, par arrangement de famille, à Émile Henri Naveau, époux de Louise Demarteau, qui mourut à Otrange en 1907. Le château passa, par héritage, à Caroline Naveau, fille d’Émile, qui épousa Nicolas Breuls ; puis à leur fille Juliette Breuls, épouse du chevalier Georges de Schaetzen ; enfin au fils de ces derniers, le chevalier Jean de Schaetzen van Brienen (mort en 2007) qui a épousé Sabine de Neve de Roden, actuelle occupante du château.

#### Situation politique
Commune du département de la Meuse-Inférieure sous le régime français, elle fut transférée de la province de Limbourg à la province de Liège en 1962. Lors de la fusion des communes en 1967, la commune d'Otrange a été rattachée au "Grand Oreye" comme d'ailleurs le Brouck de Thys qui n'en est séparée que par le Geer.

#### Bilinguisme
Déterminer la langue parlée à telle époque par la majorité de la population d'un village à la frontière linguistique est souvent un problème délicat. La détermination du pourcentage de la minorité allophone, même approximative, était gageure avant les recensements linguistiques. Otrange présente depuis le XIIIe siècle l'aspect d'un village à forte majorité romane, mais à aucun moment celui d'une communauté totalement romane.
Le dialecte wallon y est homogène, tandis que le dialecte flamand présente un caractère hétérogène, une situation identique à celle de Herstappe par exemple.
Les anciennes archives locales, les inscriptions funéraires et les documents officiels sont rédigés exclusivement en français. Ainsi, les mentions d'orientation des parcelles de terre, telles que celle-ci: "...joignant vers tiexhe (flamand) pays à..." sont nombreuses depuis le XVIe siècle.
La majorité des échevins d'alors sont des notables des villages wallons voisins, qui devaient tout ignorer de la langue flamande. Ainsi, en 1565, la cour de justice locale refuse de prendre connaissance d'un acte de mambournie établi en flamand et requiert terme pour le faire traduire. À la même date, un acte de la cour de Gelinden est exhibé à la cour, mais traduit de flamand en wallon...
L'examen de l'anthroponymie (noms des personnes, des surnoms en particulier) révèle qu'au XIVe siècle, Otrange est foncièrement roman. Disons, wallon, plutôt que francophone! Si les noms de personnes germaniques paraissent se répandre au XVIe siècle, ils ont subi, dès le XVIIIe siècle, une forte élimination.
Reste la question, importante, mais difficile, des toponymes ou noms de lieux. Godefroid Kurth classe Otrange dans sa liste des dernières communes wallonnes contiguës à la frontière. Jules Herbillon, président de la Commission royale de Toponymie et dialectologie, écrit : Avant de tirer des conclusions au point de vue de l'emploi des langues, des toponymes d'une commune de la frontière linguistique, deux éléments sont à déterminer préalablement :
- la zone directement contiguë à la frontière, zone qui si elle est non-habitée peut être - ou avoir été - particulièrement fréquentée et cultivée par des habitants des villages voisins hétérophones et avoir reçu d'eux leurs toponymes;
- le caractère authentique, dans l'usage, des toponymes hétérophones cités dans les textes.

Ces remarques dénotent le caractère approfondi et fondé des travaux de Jules Herbillon. Et sa démonstration le prouve : "La détection des traductions opérées par le scribe est plus délicate et importante ici qu'ailleurs ; elle ne peut être réalisée que par l'étude individuelle de chaque source.
Ainsi, le scribe flamand de Ch. Comptes (1479) traduit pour son propre compte, puisqu'il est le seul à rendre par "op den poel" le toponyme "èl flohe". Le scribe de RP Lowaige traduit "corti" par "bof" et "grand chemin" par "rectite straete", mais comment savoir si ce n'est pas là l'usage de germanophones habitant à Otrange ? L'arpenteur flamand, habitant Langemarck, qui a rédigé l'ACV (en français) traduit en rendant "Village" par "dorp", et "èl flohe" par "floxhe veld" (et non "Poel veld").Mais, par contre, il se conforme à l'usage flamand des villages voisins en écrivant "boven den Roggeberg" pour "li tché dè Rèdje" et en écrivant "Kleinveld" pour "li p'tite campagne".
Quoi qu'il en soit, abstraction faite de la zone périphérique contiguë au flamand, comme "al Langenak", "al hâbièle", et d'un nom de personne comme "el hèniskène", la toponymie générale d'Otrange est foncièrement romane.
En 1795, la commune d'Otrange est classée parmi les localités wallonnes. Le rapport du commissaire du canton signale en 1798 que "les séances de notre municipalité... sont très difficiles à tenir, attendu que la municipalité est composée des flamands et des wallons... à raison des deux communes wallonnes que nous avons, savoir Herstappe et Otrange, et attendu que ces deux communes sont enclavées dans le département de l'Ourte". Même situation en 1806, mais on ne peut prendre, au sens absolu, la note ajoutant qu'on y parle exclusivement le wallon.
Résultats des recensements linguistiques
La comparaison de ces chiffres est déroutante. L'accroissement de l'élément bilingue est dû à l'immigration flamande, surtout de Lowaige et de Vechmael. Pour interpréter ces résultats, discutables, il importe de tenir compte de la situation politique ainsi que de la personnalité du recenseur.
| Année | uniq. NL Nombre | NL & FR Nombre | uniq. FR Nombre | FR & D Nombre | uniq. D Nombre | D & NL Nombre | NL & F & D Nombre | Aucune Nombre | uniq. NL Part | NL & FR Part | uniq. FR Part | FR & D Part | uniq. D Part | D & NL Part | NL& FR & D Part |
| ----- | --------------- | -------------- | --------------- | ------------- | -------------- | ------------- | ----------------- | ------------- | ------------- | ------------ | ------------- | ----------- | ------------ | ----------- | --------------- |
| 1846  | 0               |                | 370             |               | 0              |               |                   |               | 0,0%          |              | 100,0%        |             | 0,0%         |             |                 |
| 1866  | 2               | 44             | 373             | 1             | 0              | 0             | 0                 | 0             | 0,5%          | 10,5%        | 88,8%         | 0,2%        | 0,0%         | 0,0%        | 0,0%            |
| 1880  | 4               | 38             | 378             | 0             | 0              | 0             | 0                 | 0             | 1,0%          | 9,0%         | 90,0%         | 0,0%        | 0,0%         | 0,0%        | 0,0%            |
| 1890  | 0               | 59             | 408             | 0             | 0              | 0             | 0                 | 0             | 0,0%          | 12,6%        | 87,4%         | 0,0%        | 0,0%         | 0,0%        | 0,0%            |
| 1900  | 25              | 62             | 335             | 1             | 0              | 0             | 4                 | 18            | 5,9%          | 14,5%        | 78,5%         | 0,2%        | 0,0%         | 0,0%        | 0,9%            |
| 1910  | 44              | 56             | 336             | 1             | 0              | 0             | 1                 | 14            | 10,0%         | 12,8%        | 76,7%         | 0,2%        | 0,0%         | 0,0%        | 0,2%            |
| 1920  | 0               | 63             | 325             | 1             | 0              | 0             | 1                 | 16            | 0,0%          | 16,2%        | 83,3%         | 0,3%        | 0,0%         | 0,0%        | 0,3%            |
| 1930  | 8               | 107            | 284             | 0             | 0              | 0             | 1                 | 23            | 2,0%          | 26,8%        | 71,0%         | 0,0%        | 0,0%         | 0,0%        | 0,3%            |
| 1947  | 9               | 58             | 293             | 0             | 0              | 0             | 1                 | 11            | 2,5%          | 16,1%        | 81,2%         | 0,0%        | 0,0%         | 0,0%        | 0,3%            |

Langue exclusivement ou le plus fréquemment parlée.
| Année | NL Nombre | FR Nombre | D Nombre | NL Part | FR Part | D Part |
| ----- | --------- | --------- | -------- | ------- | ------- | ------ |
| 1910  | 52        | 386       | 0        | 11,9%   | 88,1%   | 0,0%   |
| 1920  | 0         | 390       | 0        | 0,0%    | 100,0%  | 0,0%   |
| 1930  | 54        | 346       | 0        | 13,5%   | 86,5%   | 0,0%   |
| 1947  | 25        | 336       | 0        | 6,9%    | 93,1%   | 0,0%   |

### Guerres mondiales

#### Première Guerre mondiale(1914-1918)
Il y eut au total deux morts, Paul-Alphonse Brughmans et Paul Happart (décoré de la Croix de Guerre et fait Chevalier de l'Ordre de Léopold), un disparu, Antoine Digneffe, et un déporté comme travailleur, Joseph Merciny. Ils ont tous, sauf Digneffe, été inhumés.
Mais, six personnes revinrent dont deux déportés : Jean Warnier et Joseph Dessers et quatre soldats : Joseph Houben, Arthur Radoux, Antoine Schœnærs et l'abbé et curé Léopold Lemestre.

#### Deuxième Guerre mondiale(1939-1945)
Il y eut au total trois morts (Constant Schœnærs (1910-1940), Georges Lucas (1919-1942) et Lucien Warnier (1918-1945)). Et seize personnes revinrent dont une seule, Joseph Antoine, vit encore.
Depuis l'été 1943, beaucoup d'avions circulaient au-dessus d'Otrange presque tous les jours. Mais un vendredi 30 juillet 1943, vers 13 heures, deux chasseurs, un Spitfire et un Focke-Wulf, ont fait un combat singulier, et peu de temps après, l'appareil allemand, désemparé, pique vers le sol. Le pilote parvient à sauter en parachute, mais l'avion, se redresse et plonge vers le village. Il percute une maison de plein fouet, tuant la propriétaire et blessant grièvement une voisine.

## Liste des bourgmestres jusqu'en 1965
Liste des bourgmestres qui se sont succédé à Otrange :
- 1297 : Philipeas ;
- 1416 : Gylbiert ;
- 1488 : Gielet ;
- 1496 : Johan Renchon (Villers) ;
- 1540 : Cloes Eykenhuyts (Tong) ;
- 1541 : Rigalx de Hemericourt ;
- 1543 : Rigalx de Fooz ;
- 1553 : Gérard d'Odeur ;
- 1551 : Ernoult Jamar ;
- 1562 : Keen, fil Johan Lowet ;
- 1563 : Bauldewin de Termogne ;
- 1611 : Lambert Tossaint, sergent ;
- 1650 : Théodor Bouveroux ;
- 1693 : Jean de Fraiteur ;
- 1706 : Erasme Jamolet ;
- 1733 : Hubert Goffin ;
- 1745 : Nicolas Moors (a démissionné) ;
- 1745 : Robert Dirick ;
- 1768 : Daniel Baillien, notaire à Lowaige jusqu'en 1794 ;
- an VI : Jean Bertrand, officier public de la commune d'Outrange, canton de Tongres, département de la Meuse-Inférieure ;
- An VIII : Jean Botty (1766-1851), époux d'Elisabeth Loncin, maire d'Otrenge, arrondissement de Maestricht ;
- 1808 : Arnold Moers (1783-1851), époux de Gertrude Prosmans, adjoint au maire et officier de l'État civil, chout, ambtenaar voor de burgelyken stand, arrondissement Maestricht, provincie Limburg, réélu en 1828 et 1851 ;
- 1845 : Alexandre de Blochouse, châtelain d'Otrenge ;
- 1852 : Antoine Laruelle (1802-1874) ;
- 1854 : Arnold Rutten (1871-1859), époux de M.Ida Happart ;
- 1860 : Jules de Blochouse, châtelain d'Otrange ;
- 1870 : Jean Pierre Poismans (1816-1888), époux de Lambertine Happart, échevin faisant fonction de bourgmestre, ensuite, bourgmestre en 1876 ;
- 1881 : Antoine Hannosset (1834-1906), époux de Euphrasie Fraikin ;
- 1885 : Gilles Stevart (1830-1899), époux de Joséphine Poismans; avec comme échevins faisant fonction de bourgmestre : Guillaume Happart ;
- 1897 : Joseph Boufflette (1868-1949), époux de Victorine Fiasse; avec comme échevin faisant fonction de bourgmestre : Pierre Jos. Moers ;
- 1898 : Pierre Joseph Moers (1849-1917), époux de Hortense Happart (Otrange faisant toujours partie du Limbourg) ;
- 1917 : Joseph Digneffe (1871-1957), époux de Elise Tombal ;
- 1927 : Armand Neven (1894-1961), veuf de Pirard, époux de Xhonneux ; n'a pas été limogé par les Allemands pendant la durée de l'occupation ;
- 1947 : Florent Pinte (1874-1961), époux de Victorine Prosmans ;
- 1955 : Servais Toppet (19..-1975), époux de Marie Langenaken. De novembre 1955 jusqu'au 31 décembre 1964, il fut le dernier bourgmestre de la commune d'Otrange autonome ;

Bourgmestres de la nouvelle entité Oreye, dont fait partie Otrange après la fusion des communes au 1er janvier 1965 :
- 1965 : Joseph Lahaye (+ en 1982), époux de Nicolas Alixe ;
- 1970 : Nicolas Stassart, sénateur-bourgmestre, époux de Vansiempsen D ;
- 1982 : Henri Gorreux, veuf de Rongy Lisette ;
- 2006 : Isabelle Albert (réélu en 2012).
- 2018 : Jean-Marc Daerden, époux de Anne-Marie Michel-David

## Paroisse Sainte-Gertrude

### Les trois églises

#### La première église
Une chapelle sans doute. Connue par les archives, consacrée par le Prince-Évêque Theoduin de Bavière qui régna sur le diocèse de Liège de 1048 à 1075. Inscription dédicatoire gravée dans une pierre qui existait encore en 1725, maçonnée dans le mur gauche du chœur, et brisée lors de la démolition de ce vieux bâtiment portait :
- IIILKL.AVG.DEDICATA (iiii Kalendas Augusti dedicata)
- E.HEC.ECCA.A.DIETWINO.EPO. (est haec ecclesia a D. episcopo)
- IN.HONORE.SCORVM.APLORV. (in honore sanctorum apostolorum)
- PETRI PAVLI.LAMBERTI.GERVVTII. (Petri, Pauli, Lamberti, Gervatii)
- DONATI.DAMASI.GERTRVDIS. (Donati, Damasi, Gertrudis.)

Cette liste de saints comporte dans l'ordre : les deux apôtres, Pierre et Paul, le grand évêque du diocèse, et Ste Gertrude dont les reliques sont enfermées dans les autels. À cette époque existaient déjà, à l'intérieur, trois autels.
Avant 1655, il existe un registre des baptêmes, mariages, décès. Cette église, souvent retapée sinon reconstruite à plusieurs reprises, et qui, avait été pillée et profanée par les soldats Mansfeldiens, fut reconsacrée le 2 mai 1634 par le Prince-Évêque Ferdinand de Bavière. Quarante ans plus tard, le 31 décembre 1673, sous Louis XIV, des soldats de l'armée française commandée par Turenne, la pillèrent une fois de plus. Il fallut de longues années pour la remettre en ordre, réparer toitures et tour et relever les murs du metière.

#### La deuxième église
Après les malheurs du XVIIe siècle la première église ne fut jamais complètement relevée de ses ruines faute de moyens pour la rénover. Le baron Lambert de Wanzoul, et la collaboration active (chariots et chevaux) de la main-d'œuvre locale, l'église fut reconstruite en grande partie :  travaux plus sérieux que les rafistolages antérieurs. Malgré tout, en 1725, le pavement manquait toujours ; en hiver, les pieds touchaient le dègne.
Le relevé du cadastre en 1847 la dessine dans son orientation nord-sud. Pour accéder à l'entrée située en face de la ferme Louwette, les fidèles devaient, faute d'un escalier en pierre, escalader une rampe herbeuse où leur piétinement avait, damé le sol et façonné un semblant de marches. On sait peu de cette église. Aucun dessin.  On peut déduire que ses dimensions intérieures étaient inférieures à celles de l'édifice actuel : sa nef unique mesurait 13 m sur 8 m de solidité toute relative : ce bâtiment durera moins de 125 ans. Cette église possédait encore des reliques de sainte Gertrude et de saint Donat mais elle avait trois cloches en  1666. La plus grosse portait l'inscription : "J'ai pour parrain J.B. Tombal et pour marraine Gertrude Proesmans. Il en restait deux que les révolutionnaires réquisitionnèrent et transportèrent à Maestricht le 4 ventôse de l'an VII (24 décembre 1798).  Deux nouvelles cloches furent placées au temps de l'Empire. La plus grosse est, aujourd'hui encore, dans le clocher et sur son bronze, on peut lire : l'inscription : "A.S. Couturier, curé S. Botty, maire/Ar. Moers et R. Renson marguilliers/ LCLFJ. de Libert, DTCJ. de Libert /Nic. Gaulard', ce dernier étant le fondeur.

#### L'actuelle troisième église
La construction  décidée en 1845 débuta le 16 mars 1854. De style roman, elle mesure 29,50 m sur 13,50 m. Le curé Dor célébrait les offices dans le local de l'école de Jean Théâtre, al vî scole. Elle fut consacrée le 21 décembre suivant par J.L. Reinartz, doyen de Tongres, par délégation du vicaire général Amand Neven au nom de l'évêque Mgr Théodore de Montpellier. Sa construction décidée en 1845, est de style roman. Il se caractérise par sa façade néo-baroque aux deux niches vides, son clocher pyramidal, ses toits d'ardoises et ses dimensions modestes : 29,50 m sur 13,50 m  et la nef centrale 16 m sur 5 m. La nef côté Evangile mène à l'autel de la Vierge à l'Enfant, tous deux couronnés. Joignant, le seul vitrail de l'église représente Notre-Dame de Grâce, avec l'invocation "Protégez Otrange ". La nef côté épître conduit à l'autel de Ste-Gertrude dont la robe gris-bleu est assortie à la fourrure des souris qui grimpent le long de la crosse de la moniale de Nivelles. On y venait encore en pèlerinage avant la guerre de 1914-1918.
Sur les pans de la chaire de vérité, on reconnaît les quatre évangélistes, avec le symbole conventionnel que leur attribuait un historien biblique. - Marc et le lion du désert où prêchait Jean-Baptiste, - Luc et le taureau offert au temple par Zacharie, - Jean et l'aigle scrutant les profondeurs du Verbe, - Mathieu et l'Enfant dont il présente la généalogie. Le banc de communion, a été déménagé après le Concile Vatican II. Daté de 1882, fait en chêne et de style Louis XIV, (600 F), il représentait sur son panneau central l'Agneau divin couché. Les nefs latérales se prolongent d'une travée pour englober la tour carrée que flanquent deux chapelles. Le clocher qui menaçait de s'écrouler en 2002 a provoqué la fermeture de l'édifice pendant les deux années d'une rénovation  tandis que les offices étaient célébrés par le curé Schneider dans le local du Club de la Jeunesse. Inauguration réalisée le samedi 6 novembre 2004

### Les pèlerinages
Jadis, la plupart des gens ne se déplaçaient guère. Qui rencontrait-on voyageant au loin et souvent ? Simplement les pèlerins. Actes de foi ou accomplissement d'un vœu, la plupart du temps, le début ou l'aboutissement d'une neuvaine. On n'a signalé aucun départ de pécheur pour Jérusalem ou Saint-Jacques-de-Compostelle. Jusqu'après la guerre 14-18, et même encore pendant l'entre-deux-guerres, on accomplissait ces voyages à pied : une opportunité de prolonger la prière et la pénitence et une occasion de voir du pays.
Pour les intentions générales et les besoins matériels de la semaine, on s'adressait bien sûr au Bon Dieu ; celui de l'église paroissiale valait bien celui d'ailleurs. À moins qu'on jugeât plus rentable de s'adresser directement à son Fils. Dans ce cas on allait prier l'Enfant-Jésus de Prague, dans son couvent, sur le boulevard, à Tongres. Il y avait Lourdes, en premier lieu, mais c'était loin, coûtait cher et durait plus d'une semaine. Seuls se l'offraient les nouveaux mariés qui s'y rendaient en voyage de noces. Montaigu était fort achalandé chaque année. Là, en plus des trois tours de la basilique, et autour de l'autel où il convenait de jeter quelque menue monnaie, on suivait les stations du Chemin de croix, parcourait les allées du Rosaire.
À partir de 1934, on connut la Notre-Dame des Pauvres à Banneux que les Liégeois préféraient à celle de Beauraing. Mais il y en avait beaucoup d'autres :
- Notre-Dame du Bon-Secours, sur la chaussée romaine à Bergilers ;
- Notre-Dame de Bon-Repos, à Heppeneert, près de Maaseick ;
- Notre-Dame du Saint-Sang, à Husloof pour les hémorragies ;
- Notre-Dame de Hal aussi, malgré les correspondances compliquées.

Aujourd'hui, il subsiste quelques inconditionnels pèlerins à N-D de Lourdes, en sa chapelle d'Otrange, visitée surtout le 15 août et aux fêtes de la Vierge. Le 26 juillet, on y vient prier à la Sainte-Anne. Le 8 décembre, on passera à la chapelle Boufflette pour l'Immaculée-Conception.